# Montclar (Aveyron)
Montclar è un comune francese di 155 abitanti situato nel dipartimento dell'Aveyron nella regione dell'Occitania.

## Società

### Evoluzione demografica
Abitanti censiti